# 濱湖街道 (湖州市)
濱湖街道是浙江省湖州市吳興區下轄的一個街道，位於湖州市區東北方向，隸屬於湖州太湖旅遊度假區。

## 行政區劃
濱湖街道下轄7個社區以及5個行政村（2009年）。街道辦事處駐地設在橋西社區（原白雀鄉政府駐地）。
- 社區：太湖陽光假日社區、黃龍洞社區、橫塘橋社區、莫家田社區、湖濱社區、小梅社區、水產社區。
- 行政村：太史灣村、漁山村、姚家壩村、紅旗村、新橋村[2]。